# Кале (Ахил)
Вижте пояснителната страница за други значения на Преспа.
Калето (на гръцки: Κάλε) е Горният град (акропола) на средновековния град Преспа, разположен на остров Свети Ахил в Малкото Преспанско езеро, Гърция.

## Описание
Останките на крепостта са на върха на едноименния хълм Калето, който се издига доминантно в южната част острова. Тя представлява елипсовидно укрепление с размери 70 × 49 m, в чийто североизточен край има кулообразна структура с височина, оценена на 3 до 3,5 m. Стената, изградена от сравнително малки камъни, е със средна дебелина 1 m и е покрита с бял хоросан отвън.
Вътре укреплението при разкопки е разкрит еднокорабен храм с апсида в светилището, който е обслужвал религиозните нужди на гарнизона. От сградата са оцелели само няколко фрагмента от стенописи.
Професор Николаос Муцопулос, въз основа на писменото историческо свидетелство на Йоан Скилица, идентифицира твърдината с Констанция, който е построен в Малка Преспа от император Василий II Българоубиец след завладяването на България в 1018 година.